# Fustanela

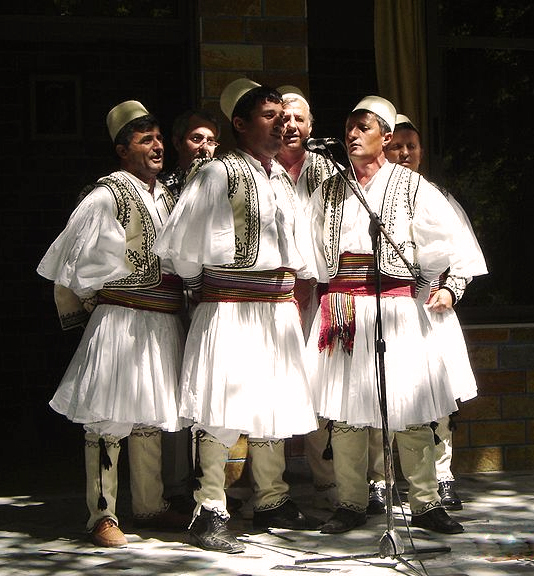
Grupo folclórico albanés, vestido con la tradicional fustanela.

La fustanela es una falda tradicional usada como prenda de vestir por los hombres en varias zonas de la Península Balcánica, especialmente en Albania, Macedonia del Norte y Grecia, de forma similar al kilt. En los tiempos modernos, la fustanela ha constituido parte de la vestimenta folclórica balcánica. En Grecia, una versión corta de la fustanela forma parte de la indumentaria de gala del ejército y de la guardia presidencial (los Evzones), mientras que en Albania fue utilizada por la Guardia Real en la época de entreguerras.

## Grecia
La fustanela moderna era una prenda de vestir usada por los albaneses del sur (toscos) que la introdujeron en Grecia durante el período otomano, después del siglo XV. Durante ese periodo, la utilizaban los bandidos kleftes y los armatoles. A comienzos del siglo XIX, creció su popularidad entre la población griega. Su difusión en la península de Morea (Peloponeso) se atribuye a la influencia de la colonia albanesa de Hidra y otros asentamientos de etnia albanesa en la zona. En las otras regiones de Grecia, su popularidad se debe al aumento del poder de Ali Pasha (1740-1822), el gobernante semiindependiente de la zona occidental de Rumelia. Además, su diseño ligero y su facilidad de manejo, en comparación con la ropa de las clases superiores griegas de la época, también la puso de moda. La popularidad de la fustanela en Grecia comenzó a desaparecer en el siglo XIX, cuando se introdujo la ropa de estilo occidental. En la Grecia contemporánea, se contempla como una reliquia del pasado con la que no se identifica la mayoría de los miembros de las nuevas generaciones.